# Жихове
Жи́хове —  село в Україні, у Середино-Будській міській громаді Шосткинського району Сумської області. Населення становить 626 осіб. До 2020 орган місцевого самоврядування — Жихівська сільська рада.

## Географія
Село Жихове знаходиться на лівому березі річки Свига, вище за течією на відстані 6 км розташоване село Луг, нижче за течією на відстані 3,5 км розташоване село Рудня, на протилежному березі - село Гутко-Ожинка. На річці велика загата.

## Символіка
На гербі зображені булава поверх двох козацьких шабель, що символізує постійну боротьбу місцевих козаків за свої права протягом дуже тривалого періоду історії. Шаблі і булава зображені так, що утворюють літеру «Ж», першу в назві села. Троянди на золотому тлі, зображені в пам'ять про поета і автора відомих пісень Бердника Іллю Дементійовича і про його найвидатніший твір "Чому квіти не в'януть?". Булава в цьому гербі виступає наче третя квітка і символізує вираз: Як не в'януть квіти любові так і не зав'яне славетне село Жихове.

## Історія
За твердженням А.М. Лазаревського, Жихове було засновано в першій половині XVII століття. Під час польського правління воно входило до складу Землянських володінь Новгород-Сіверського повіту і якийсь час перебувало у володінні Станіслава Драгомира, який, за припущенням А.М. Лазаревського, і був засновником Жихова. Однак інших підтверджень цьому немає.
Після звільнення України від поляків Станіслав Драгомир добровільно поступився Жиховим Чернігівській єпископії, що знаходилася на території Спасо-Преображенського Новгород-Сіверського монастиря, а гетьман Юрій Хмельницький закріпив його за нею своїм універсалом від 21 січня 1660 р.
6 серпня 1673 р. архієпископ чернігівський, новгородський і всієї півночі Лазар Баранович розділив володіння Чернігівської архієпископії і виділив село Жихове Новгород-Сіверському Спасо-Преображенському монастирю, а гетьман Іван Самойлович закріпив його за ним своїм універсалом від 21 серпня 1673 р.
Однак частина жихівських селян цьому чинила спротив і, відмовившись підкорятися новому власнику, записалася в козаки. У відповідь на це керівництво монастиря подало скаргу Івану Самойловичу, який визнав дії селян незаконними і 7 жовтня 1673 зобов'язав «новозаписанних козаків» віддавати монастирю «звичайну повинність і належний послух». Жихівські козаки не підкорилися зазначеному розпорядженню, і гетьман Мазепа 28 листопада 1688 змушений був видати новий універсал, яким зобов'язав не тільки «новозаписанних козаків», а й тих, які самі або їх предки козацьких вольностей не заробили, повернутися в селянство.
Але і його вимоги жихівські козаки проігнорували. Вони наполегливо домагалися своїх прав і змусили Івана Скоропадського визнати в 1711 році в селі Жихове та інших монастирських селах кілька десятків козаків, «яких діди, батьки і самі вони служили козацько». Вважаючи таке рішення незаконним, керівництво Спасо-Преображенського монастиря відмовилося від його виконання, і «коли жихівські козаки прийшли з полтавського походу, чернці новгородські насильно повернули їх собі в підданство».
У відповідь на це козаки подали скаргу до Малоросійської колегії, яка 16 квітня 1723 визнала дії ченців незаконними і перевела одну частину жихівських селян в козаки, а іншу залишила в селянстві. Після цього ченці почали утискати козаків. З цієї причини між ними спалахнув конфлікт, який вилився в 1730 році в масштабну бійку. Дізнавшись, що Ямпільський сотник Оболонський «вписує підданих монастиря до своєї сотні», намісник Спасо-Преображенського монастиря монах Герасим вирушили по селах Дмитрівської волості, щоб перешкодити цьому. Однак коли вони доїхали до села Жихове, їх , за словами архімандрита Ніла, «спіткала повна невдача. Ті жихівці, піддані монастирські, ще не бачивши в селі батька намісника і жодного слова, злого чи доброго, від нього не чувши, вже приготувалися до бійки». Вони почали з того , що «посланому по войта і по громаду парубку лоб розбили. Коли ж після цього намісник велів взяти і зв'язати двох з них і забрати з собою, то вся безліч супротивників, наздогнав батька намісника біля церкви з кілками і списами, почали його і колишніх при ньому бити нещадно і прибили б його на тому ж місці в смерть, якби не будка міцна захистила і коні не понесли». Але і швидкість коней не врятувала намісника від жихівців. «В іншому місці села інші бунтівники перейняли його і били його, батька, намісника, а потім гналися слідом за ним і на півдорозі до Дмитрівского палацу наздогнали і мало не до смерті, як сніп молотячи, прибили, і завернули з собою в село» , а потім «при безлічі розбійників» відправили в Ямпіль до сотника, а від нього під конвоєм до Глухова.
Жихівські козаки у своїй скарзі до гетьмана Апостола описували конфліктну ситуацію інакше: «чернці новгородські, як і колись за козацство наше смертним боєм бували, від якого деякі і померли, і всі наші пожитки розікрали, так і тепер вищезгадані чернці, почувши, що, як діди і батьки наші в різних походах службу козацьку його імператорській величності відбували, напали вночі, інших повязавши козаків, били без пощади, відправили в монастир новгородський у в'язницю, а коней, худобу, овець, свиней з усім приплодом до монастиря свого відібрали».
Своїми діями ченці змусили більшість жихівських селян повернутися в їх підданство. Однак не відразу. Деякі з них ще довго противилися переходу під монастирську влада, у зв'язку з чим архімандрит монастиря Ніл змушений був 22 липня 1730 скаржитися на них гетьману Данилу Апостолу: «І донині дворів кілька жихівських залишилося нескорених, а взяти їх і представити суду не можна, оскільки озбройні косами криються днем в пущі, а в ночі, прийшовши в село, обурюють змирившихся селян».
В 1733 році Жихове було відібрано у Спасо-Преображенського монастиря і за рішенням генерального суду передано графу Гавриїлу Івановичу Головкіну в рахунок відшкодування шкоди в сумі 1600 руб., заподіяної йому монастирським керуючим, незаконно захопившими майно його селян. Про це 12 червня 1733 генеральний хорунжий Микола Ханенко особисто оголосив жителям Жихова. Однак після того, як винуватців покарали, граф Г.І. Головкін пом'якшав і повернув монастирю відібране у нього село.
По ревізії 1723 Спасо-Преображенський монастир володів у Жихові 19 дворами і 20 хатами, а на момент опису Новгород- Сіверського намісництва 1779-1781 рр. - 46 дворами, 75 хатами і 7 бездворнимі хатами. У зазначений час в селі проживало 132 обивателя зі своїми сім'ями, які займалися вирощуванням конопель та інших сільськогосподарських культур. Коноплю вони поставляли в монастирську економію, а з насіння робили масло, яке продавали в Глухові та Новгород-Сіверському.
У 1786 році на підставі іменного указу Катерини ІІ від 10 квітня 1786 «Про штат Київської, Чернігівської та Новгород-Сіверської єпархій» Жихове було вилучено у Спасо-Преображенського монастиря та передано в казенне відомство. З вказаного часу воно перебувало у віданні казни, а його жителі мали статус державних селян і платили грошовий податок державі.
Під час першої російської революції 1905 року значних селянських виступів в Жихові не було. Незважаючи на це, влада мала в селі кінний загін жандармів на чолі зі становим приставом.
Здавна в Жихові діяв дерев'яний Михайлівський храм, який був зведений в 1728 році. У 1768 року при ньому функціонувала невелика церковно-приходська школа, у якій викладав дяк. До середини XIX століття Михайлівській храм занепав, і в 1858 році на його місці був зведений новий цегляний храм, який був освячений в 1859 році.
До революції в Жихові працювало кілька навчальних закладів. У жовтні 1860 в селі була відкрита церковно-приходська школа, у якій в 1860-1861 навчальному році навчалося 27 хлопчиків, в 1886 році - школа грамоти, у якій на 1 січня 1899 навчалося 63 хлопчика і 4 дівчинки, а в 1897 році - земська школа. Земська школа розміщувалася в громадському будинку і утримувалася за рахунок коштів Новгород-Сіверського земства в сумі 250 руб. і сільського товариства в сумі 135 руб. У 1901 році в ній навчалося 44 хлопчика і 6 дівчаток. Вчителькою в школі працювала Стефанида Іванівна Пустовойтова, а законовчителем священик Михайло Одринський.
12 червня 2020 року, відповідно до Розпорядження Кабінету Міністрів України № 723-р «Про визначення адміністративних центрів та затвердження територій територіальних громад Сумської області» увійшло до складу Середино-Будської міської громади.
19 липня 2020 року,  в результаті адміністративно-територіальної реформи та ліквідації Середино-Будського району, село увійшло до Шосткинського району.

## Персоналії
В селі народився Кизя Лука Єгорович — український дипломат, історик.
Бердник Ілля Дементійович -журналіст, поет, автор популярних пісень